# Hans Goslar

Hans Goslar

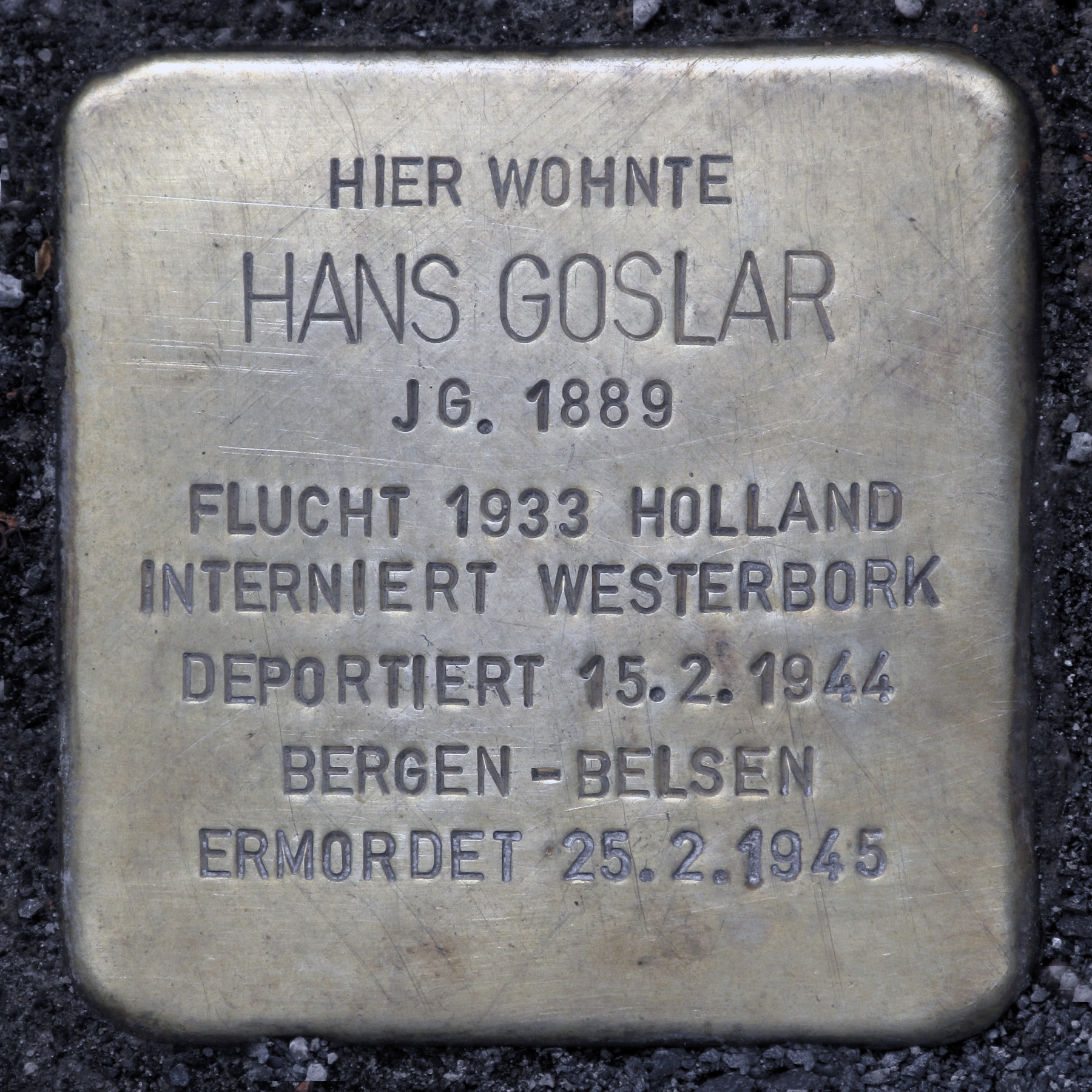
Stolperstein, Paul-Löbe-Allee, in Berlin-Tiergarten

Hans Goslar (geboren am 4. November 1889 in Hannover; gestorben am 25. Februar 1945 in Bergen-Belsen) war ein deutscher Journalist, Autor und Nationalökonom. Außerdem war er Zionist und engagierte sich für das jüdische Gemeindeleben. Während der Weimarer Republik war er Pressechef des preußischen Staatsministeriums. Er war Vater von Hannah Pick-Goslar, einer Freundin von Anne Frank im Exil in Amsterdam.

## Karriere
Hans Goslar war der Sohn des Kaufmanns Gustav Goslar, der seit 1870 in Hannover lebte. 1894 siedelte die Familie nach Berlin über, wo Hans Goslar sich der zionistischen Jugendbewegung anschloss. Er studierte an der Handelshochschule in Berlin und wurde Nationalökonom und Wirtschaftspublizist.
Er schrieb z. B. für die Norddeutsche und für die Deutsche Allgemeine Zeitung. Außerdem war er Redakteur der Kuxen-Zeitung bei der Nachrichtenagentur Gelb sowie Redakteur der volkswirtschaftlichen Zeitschrift Plutus. Seit Dezember 1914 arbeitete Goslar bei der Handelsredaktion der Vossischen Zeitung.
Seit April 1915 leistete Goslar Kriegsdienst als Landsturmmann. Seit Februar 1916 war er der Presseabteilung im Stabsquartier des Oberbefehlshabers Ost zugeteilt. Seit August 1916 war er in der deutschen Verwaltung von Litauen tätig. In diesem Zusammenhang redigierte Goslar in Kowno die litauische Zeitung Dabartis.
In dieser Zeit hatte er mit Hermann Struck, Herbert Eulenberg, Arnold Zweig, Sammy Gronemann und Richard Dehmel Kontakt.
Seit Februar 1917 arbeitete Goslar für die Verwaltung Ober Ost. In Białystok arbeitete er für die Białystoker Zeitung. Ab Mai 1917 arbeitete er für die Militärverwaltung von Litauen.
Goslar wurde aus dem Militärdienst entlassen, weil ihn der Verlag der Norddeutschen Zeitung anforderte. Von April 1918 bis September 1919 war er Redakteur des Blattes.
Danach wechselte Goslar in den Staatsdienst. Zunächst war er beim preußischen Staatskommissar für Überwachung der öffentlichen Ordnung tätig. Seit dem 1. November 1919 war er der Leiter der Pressestelle des preußischen Staatsministeriums. Zu seinen Aufgaben gehörte auch der Aufbau des Amtlichen Preußischen Pressedienstes. Zunächst noch Angestellter, wurde er bald Beamter. Im März 1920 stand er im Range eines Regierungsrates, im Jahr 1923 wurde er zum Oberregierungsrat und 1926 zum Ministerialrat ernannt.
1932 im Zuge des Preußenschlages wurde er zunächst „beurlaubt“ und trat im Oktober offiziell in den Ruhestand. Bereits zuvor hatte er auch als Dozent für Bank-, Börsenwesen und Bankenpolitik gearbeitet. Seine Pressestelle hatte schon im Sommer ihre Selbstständigkeit verloren.
Goslar bekannte sich aus Trotz gegenüber der Benachteiligung von Juden im wilhelminischen Zeitalter zur SPD und erkannte früh die Gefahren des Antisemitismus. Er gehörte zu den führenden Vertretern der Jüdischen Volkspartei. Im Jahr 1925 wurde er für diese in einem westfälischen Wahlkreis in den Verbandstag des preußischen Landesverband jüdischer Gemeinden gewählt. In Berlin gehörte er von 1928 bis 1933 als religiös eingestellter Zionist der Repräsentantenversammlung der jüdischen Gemeinde von Berlin an.

## Familie, Emigration und Ende
Goslar emigrierte mit seiner Familie 1933 nach Amsterdam, wo er zunächst noch eine Pension vom preußischen Staat erhielt und später zusammen mit dem Rechtsanwalt Franz Ledermann ein Beratungsbüro eröffnete, das sich die Rettung von Juden aus Deutschland zur Aufgabe machte. Ledermann war der Vater von Anne Franks Freundin Susanne („Sanne“). 1938 wurde Hans Goslar ausgebürgert.
Im Mai 1940 marschierten die Deutschen in den Niederlanden ein (Westfeldzug).
1926 hatte Hans Goslar Ruth Judith Klee (1901–1942) geheiratet. Das erste Kind, Hannah Elisabeth, die eine der engsten Freundinnen Anne Franks wurde, wurde am 12. November 1928 geboren. Am 25. Oktober 1940 wurde die zweite Tochter, Rachel Gabriele, genannt Gabi, geboren. Zwei Jahre später, am 27. Oktober 1942, starb Goslars Frau im Kindbett. Auch das Kind überlebte nicht.
1943 wurden Hans Goslar, seine beiden Töchter und seine Schwiegereltern im Rahmen einer Großrazzia aus ihren Wohnungen abgeholt – das jüdische Dienstmädchen Irma war bereits vorher festgenommen worden – und zunächst in das Durchgangslager Westerbork, im Februar 1944 dann nach Bergen-Belsen transportiert. Während der Schwiegervater bald starb, überstanden Goslar, seine Töchter und deren Großmutter die Strapazen des Lagerlebens zunächst. Dazu trug sicher die Tatsache bei, dass die Familie, die einerseits Pässe für eine Ausreise nach Paraguay besaß, andererseits auf der zweiten Palästina-Liste geführt wurde, in einem für „Austauschjuden“ reservierten Teil des Lagers untergebracht wurde, wo die Verhältnisse nicht ganz so katastrophal waren wie in anderen Lagerabteilungen. In Bergen-Belsen hatte Hannah Goslar zum letzten Mal Kontakt mit ihrer Kindheitsfreundin Anne Frank.
Hans Goslar starb kurz vor dem geplanten Abtransport der Familie mit dem Zug der Verlorenen, am 25. Februar 1945; auch seine Schwiegermutter überstand das Lagerleben nicht. Seine Töchter überlebten die Irrfahrt des Zuges durch die Reste des Deutschen Reiches und wurden bei Tröbitz befreit. Sie zogen zunächst in die Schweiz und emigrierten später nach Israel. 
Am 9. Juni 2015 wurden für Goslar und seine Frau in Berlin-Tiergarten, in der Nähe ihres nicht mehr existierenden Wohnhauses In den Zelten 21a und direkt neben dem Bundeskanzleramt, zwei Stolpersteine verlegt.

## Filmische Darstellung
Hans Goslar wurde 2001 im Film Anne Frank (2001) von Dominique Horwitz dargestellt und im Jahr 2016 in Das Tagebuch der Anne Frank von Stephan Schad.

## Schriften
- Die Krisis der jüdischen Jugend Deutschlands. Ein Beitrag zur Geschichte der jüdischen Jugendbewegung. Lamm, Berlin 1911 Digitalisat in der Freimann-Sammlung (pdf).
- Die Sexualethik der jüdischen Wiedergeburt. Ein Wort an unsere Jugend. Jüdischer Verlag, Berlin 1919.
- Jüdische Weltherrschaft! Phantasiegebilde oder Wirklichkeit? Gabriel Riesser Verlag, Berlin 1919 Digitalisat in der Freimann-Sammlung (pdf).
- Amerika 1922 (Eindrücke einer Studienreise). Hermann Paetel Verlag, Berlin 1922.
- Politik und Parlament. Berlin 1928
- Mit Joseph Carlebach, Felix Goldmann u. a.: Hygiene und Judentum. Jac. Sternlicht, Dresden 1930.
- Weimar – trotz alledem! Ein Reichsverfassungs-Brevier. Grundlagen, Inhalt und Wollen der Weimarer Verfassung des deutschen Volksstaates mit einem Anhang: Wie Preussens Verfassung entstand. Neuer Breslauer Verlag, Breslau 1932.
- Ausweg oder Irrweg? Wie Deutschland in Zukunft regiert werden soll. Verlag von Georg Stilke. Berlin 1933.
- Mit Hans Emil Hirschfeld: Du und der Staat. Schriftenreihe.  Gersbach & Sohn, Berlin 1931–1935.